# Mangonui Penney Cottage

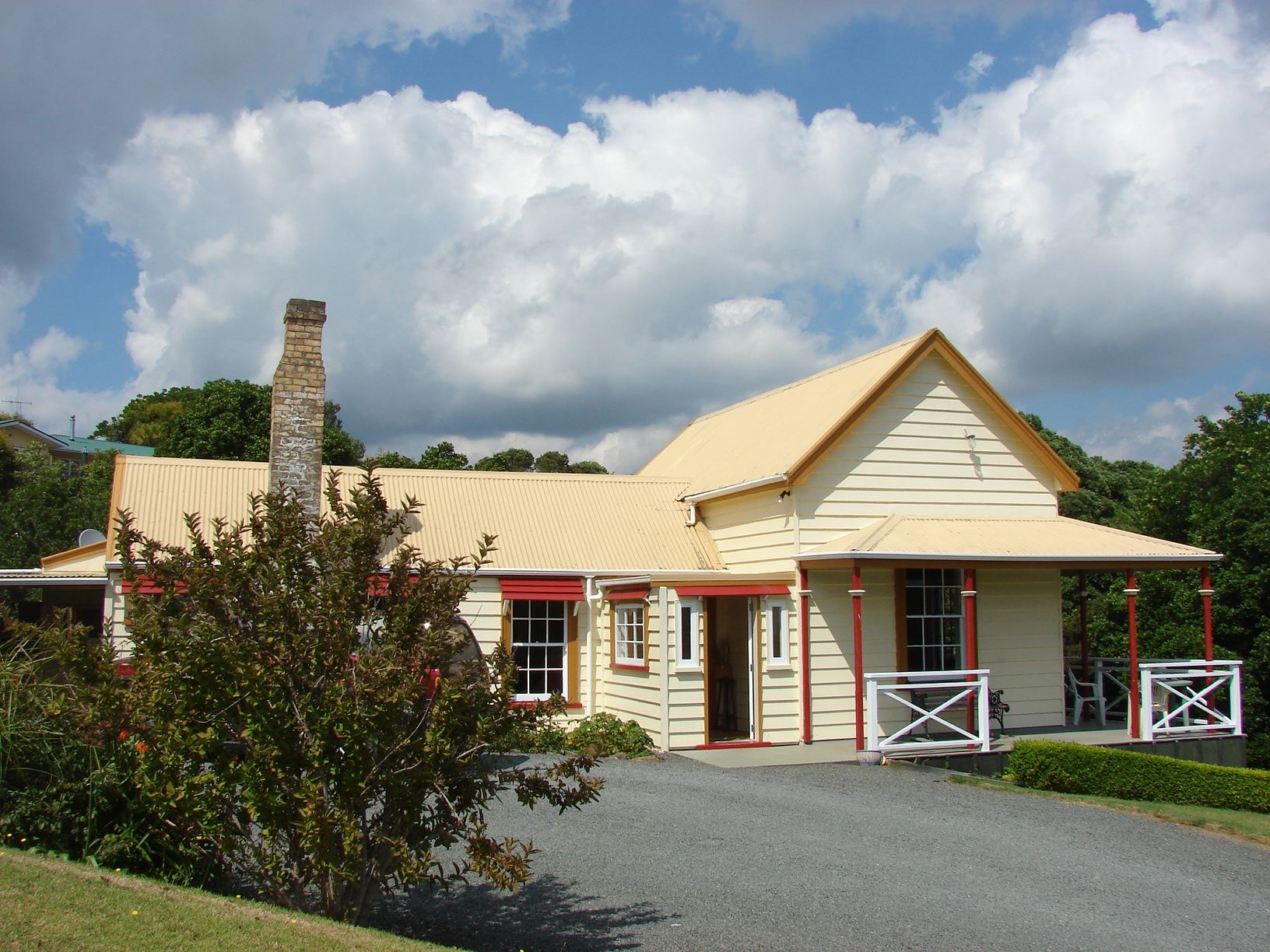
Die Penney Cottage in Mangōnui, Blick nach Süden

The Penney Cottage ist ein unter Denkmalschutz stehendes Wohnhaus der frühen viktorianischen Kolonialzeit Neuseelands. Es hat neben dem Wohnzimmer zwei Schlafzimmer und Nebengebäude. Das um 1856 erbaute Haus befindet sich in Privatbesitz in der 16 Beach Road, Mangōnui, am südöstlichen Rand der Doubtless Bay im Far North District in der Region Northland auf der Nordinsel Neuseelands.

## Geschichte
Der Erbauer Edward Penney kam nach Mangonui 1848 als Polizist. Das Penney Cottage in der Mill Bay Mangonuis gehörte dann der Penney Familie für mehr als 80 Jahre. Das ist eine lange Zeit bei der großen Mobilität der Bevölkerung in Australien-Neuseeland. Heute leben Mitglieder der Familie Penney weiter südlich in Northland als Farmer.
Früher gehörte zum Cottage das gesamte Gelände bis zu den oben sichtbaren Bäumen. Das Grundstück wurde später unterteilt und die Parzellen weiterverkauft.

## Kulturdenkmal
Die Penney Cottage in Mangōnui wurde am 5. September 1984 vom New Zealand Historic Places Trust unter Nummer 3895 als „Historic Place Category II“ registriert.

## Fotogalerie

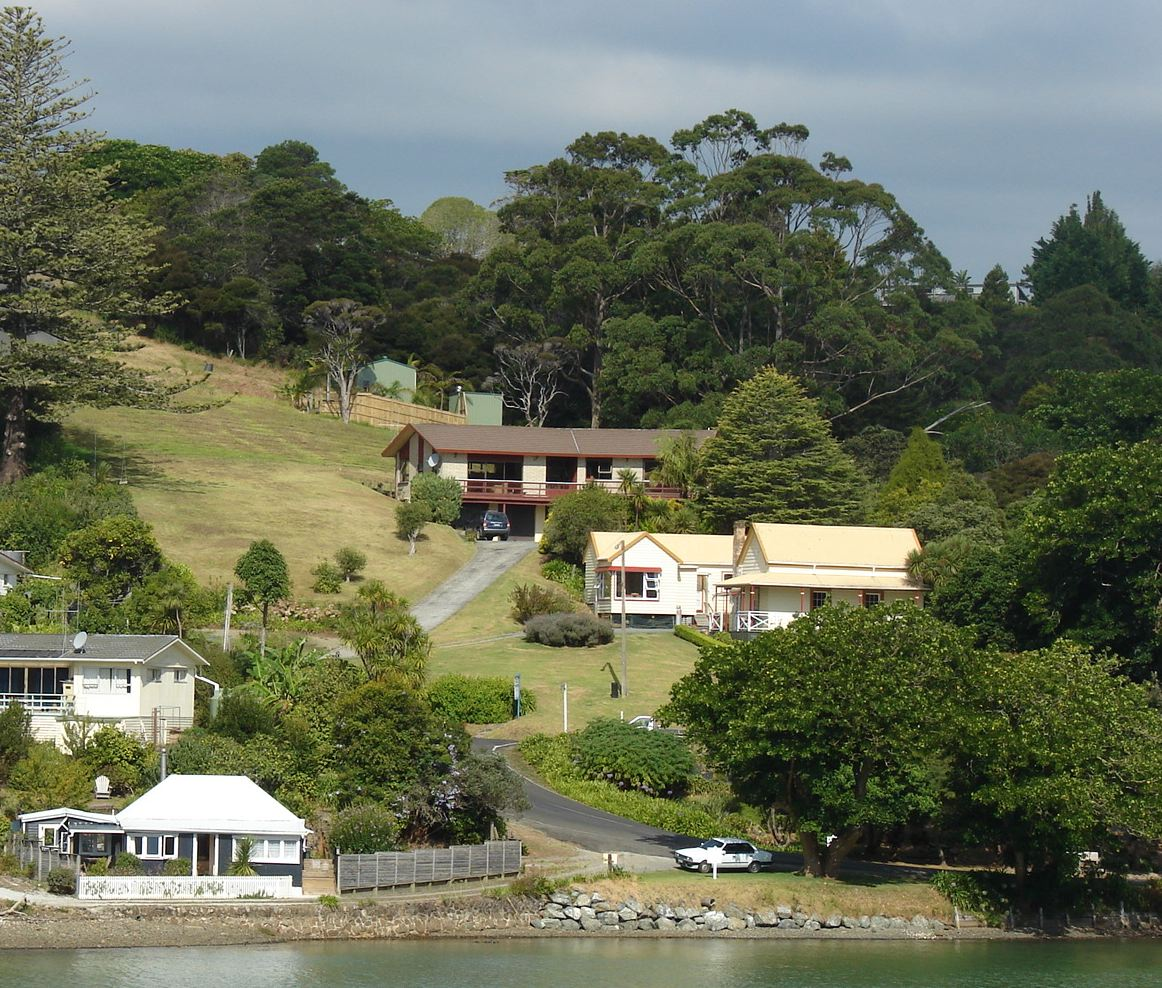
Die Penney Cottage r. unten, Ansicht von der Mill Bay
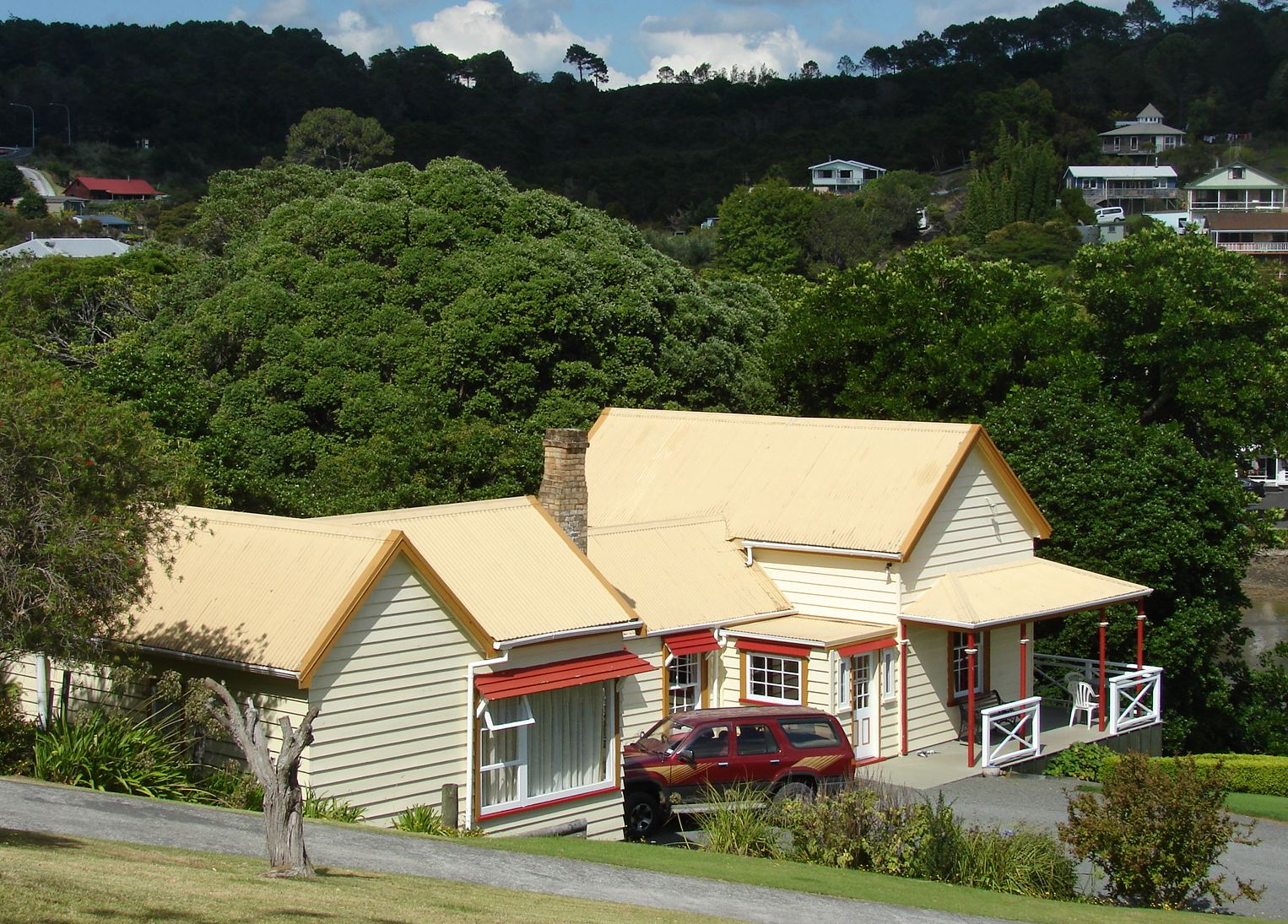
Die Penney Cottage in Mangonui von Nord-Osten gesehen
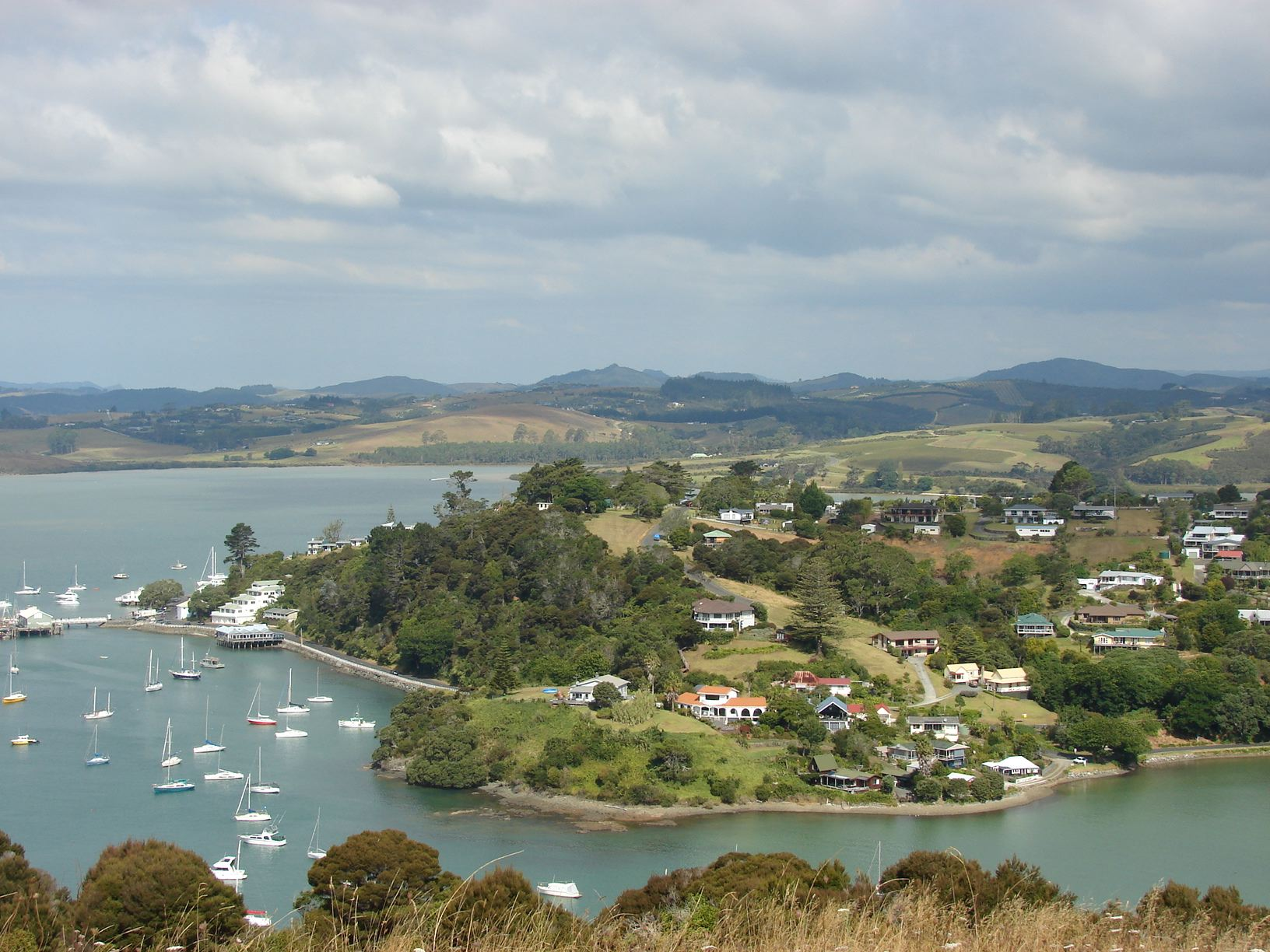
Mangonui gesehen vom Rangikapiti Pa mit der Penney Cottage halb rechts